# Xin'an (socken i Kina, Guangxi, lat 25,22, long 109,39)
Xin'an (kinesiska: 新安乡, 新安) är en socken i Kina. Den ligger i den autonoma regionen Guangxi, i den södra delen av landet, omkring 290 kilometer norr om regionhuvudstaden Nanning.
Genomsnittlig årsnederbörd är 2 212 millimeter. Den regnigaste månaden är juni, med i genomsnitt 476 mm nederbörd, och den torraste är januari, med 67 mm nederbörd.